# Себастьян Боселлі
Хуан Себастьян Боселлі Граф (ісп. Juan Sebastián Boselli Graf, нар. 4 грудня 2003, Монтевідео, Уругвай) — уругвайський футболіст, захисник аргентинського клубу «Рівер Плейт».

## Біографія
Себастьян Боселлі народився у Монтевідео у спортивній родині. Має італійське та німецьке коріння. Крім уругвайського також має паспорт громадянина Італії.

## Ігрова кар'єра

### Клубна
Себастьян Боселлі є вихованцем футбольної академії столичного клубу «Дефенсор Спортінг». Першу гру на професійному рівні Боселлі провів 7 вересня 2022 року у турнірі Кубка Уругваю. В тому ж році у складі свого клубу став переможцем першого в історії розіграшу Кубку Уругваю.
У серпні 2023 року Боселлі приєднався до аргентинського клубу «Рівер Плейт».

### Збірна
У 2023 році у складі молодіжної збірної Уругваю Боселлі став переможцем молодіжного чемпіонату світу, що проходив в Аргентині.
У червні 2023 року Себастьян Боселлі отримав виклик до національної збірної Уругваю на товариські матчі. Але на поле того разу не виходив.

## Титули
Дефенсор Спортінг
 Переможець Кубка Уругваю: 2022
Рівер Плейт
 Переможець Суперкубка Аргентини: 2023
Уругвай (U-20)
 Переможець молодіжного чемпіонату світу: 2023
 Другий призер молодіжного чемпіонату Південної Америки: 2023